# دستور أدوية الولايات المتحدة المكسيكية
دستور أدوية الولايات المتحدة المكسيكية (FEUM) (بالإسبانية: Farmacopea de los Estados Unidos Mexicanos)‏ هو وثيقة رسمية في المكسيك صادرة عن وزارة الصحة، وتحدد طرق التحليل ومواصفات الجودة لضمان هوية ونقاء وجودة الأدوية والمنتجات البيولوجية، وكذلك اعتبارا من المواد الخام (الأدوية والمواد المضافة).
دستور الأدوية الهوميوباثي المكسيكي (بالإسبانية: Farmacopea Homeopática de los Estados Unidos Mexicanos)‏ هو جزء من دستور الأدوية المكسيكي ويتضمن أسماء وطرق تحضير التحضير وأساليب تحليل والمواصفات لتحديد أو إعداد أو تحليل المواد والمنتجات المثلية أو الهوميوباثية.

## التاريخ
قبل دستور أدوية الولايات المتحدة المكسيكية، كان دستور الأدوية المكسيكي (بالإسبانية: Farmacopea Mexicana)‏ الذي نشر لأول مرة في عام 1946، ثم دستور الأدوية الوطني للولايات المكسيكية المتحدة (بالإسبانية: Farmacopea Nacional de los Estados Unidos Mexicanos)‏، ثم اعتمد أخيرا في عام 1988 اسم دستور أدوية الولايات المتحدة المكسيكية.

## الموقع الرسمي
الموقع الرسمي